# All of the Stars
"All of the Stars" es una canción del cantautor británico Ed Sheeran. Forma parte de la banda sonora de la película Bajo la misma estrella (2014) y además es un bonus track en la edición deluxe (física) del álbum X (2014).

## Video musical
El vídeo de All of the Stars fue estrenado en YouTube el 9 de mayo de 2014. Muestra algunas imágenes no novedosas de la película y también muchos mensajes de ánimo en inglés, enviados por fanes.

## Listas
| Lista (2014)                           | Mejor posición |
| -------------------------------------- | -------------- |
| Canadá (Canadian Hot 100)              | 67             |
| Francia (SNEP)                         | 130            |
| Alemania (Media Control AG)            | 66             |
| Irlanda (IRMA)                         | 29             |
| Escocia (Scottish Singles Sales Chart) | 31             |